# N'gopp - Lasciatemi sognare
N'gopp - Lasciatemi sognare è un film italiano del 2002, diretto da Pablo Dammicco.

## Trama
Napoli. Un DJ di una radio partenopea viene lasciato dalla sua ragazza perché non si decide al grande passo. Alla festa per l'inaugurazione di una gioielleria i due, si presentano con due nuovi accompagnatori, ognuno con l'intento di suscitare gelosia, lei però si presenta arriva con un ragazzo che ha ben altri scopi: un colpo grosso, una rapina. Il DJ scopre tutto e avverte la sua ex ragazza, che però non gli crede.